# 伊登

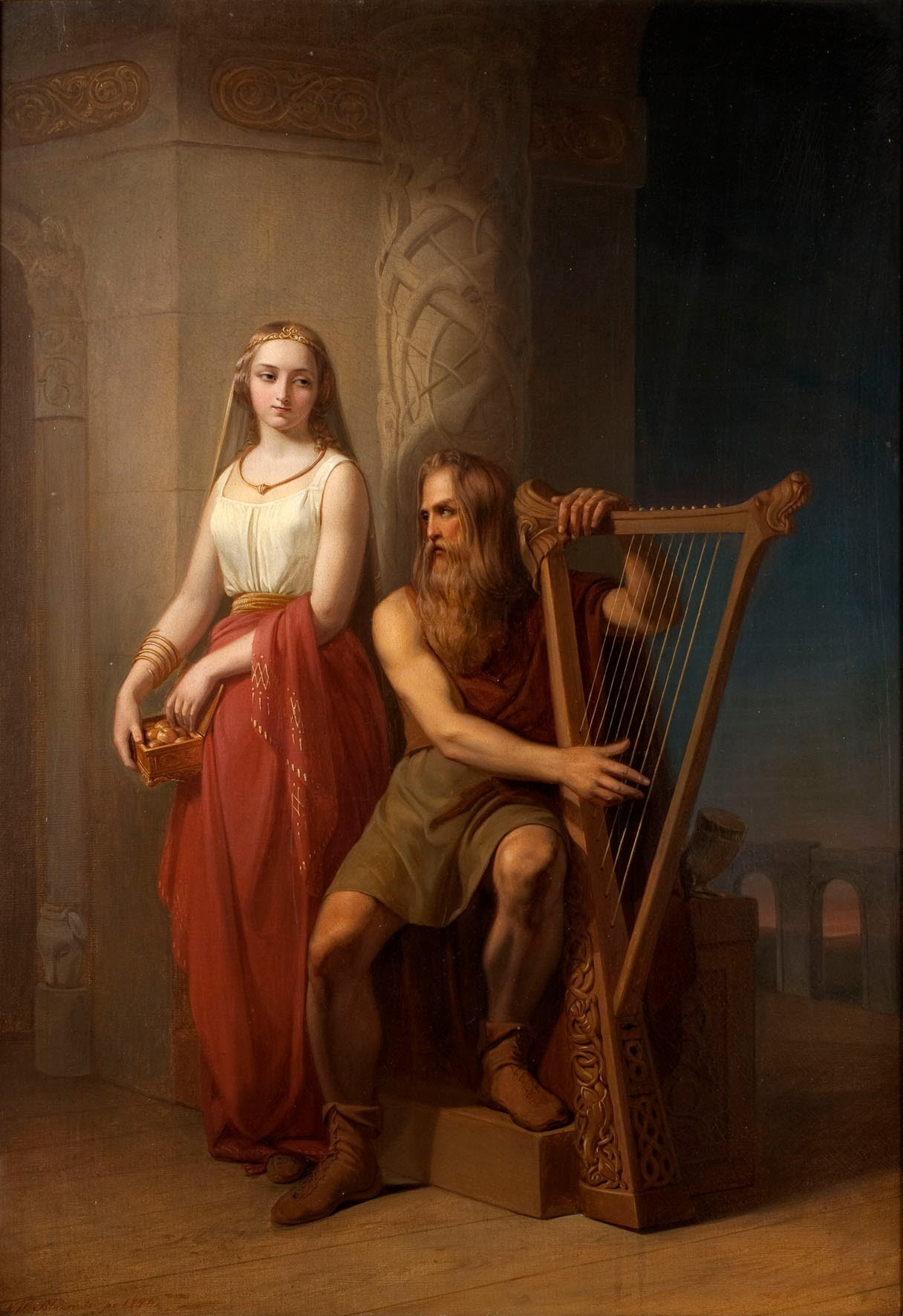
布拉基與妻子伊登，由19世紀的瑞典畫家Nils Blommér所繪

伊登（Idun）是北歐神話中的一位女神，她是青春與春天的化身，同時負責掌管能讓諸神保持青春的黃金蘋果。她也是詩神布拉基（Bragi）的妻子。
她的出身頗為神秘，有說法認為她屬於華納神族（Vanir），還有一說她是侏儒伊瓦爾德（Ivald）的女兒。在北歐神話中很少提到她和她的丈夫，不過倒是提到伊登曾被巨人搶走，讓諸神沒法取得青春蘋果，諸神開始老化，引起很大的恐慌。

## 相關神話

### 巨人夏基
故事是由邪神洛基（Loki）開始，一天山巨人夏基（Thiazi）變成老鷹抓走洛基，換取自由的條件是要拿伊登和青春蘋果交換。洛基回到神之國，趁諸神不注意的時，把伊登騙出戶外，夏基再次變成老鷹抓走伊登。當諸神開始老化，才發現事情不好。被揪出做了壞事的洛基，再次肩負救出伊登的任務，他向弗蕾亞借了羽衣，化作老鷹飛到夏基的住處，將伊登變成一顆核果藏在身上，帶著她逃出約頓巨人的根據地。憤怒的夏基第三次化作老鷹追了上來，這時諸神升起大火，將疾飛到神之國的夏基給燒死。

### 洛基的爭辯
在另一則故事《洛基的爭辯》中，洛基在耶吉爾的派對上因嘲諷阿薩眾神而與他們發生爭執，當伊登試圖出面調解丈夫布拉基跟洛基的衝突時，洛基轉而罵她是自己見過最不道德的女人，因為她把謀殺自己哥哥的兇手抱在懷裡，但伊登沒有罵回去，只是繼續安撫丈夫。關於伊登的哥哥，目前已不可考，但從這則故事或許可以推斷，伊登在神話中確實有一個已死的哥哥，而且他的死跟布拉基有關係。
1. 1 2  羽卒. . 異教民謠翻譯機. 2021-02-01  [2024-08-23]. （原始内容存档于2024-08-23） （中文（臺灣））.
2. ↑  Emu Plan, , 2018-09-17  [2024-08-23], （原始内容存档于2025-01-20）
3. ↑   Larrington (1999:87-88).